# Храм Святих Мучеників Адріана та Наталії (Київ)
Храм Святих Мучеників Адріана та Наталії — храм УПЦ в Києві, на Лісовому масиві, збудований в стилі українського бароко.
Настоятель — протоієрей Роман Матюшенко. Храмове свято — 8 вересня.

## Історія
Історія парафії храму святих мучеників Адріана і Наталії починалася з клопотання поодиноких подвижників і ревнителів. Освячення ділянки під будівництво було звершено Блаженнійшим Володимиром, Митрополитом Київським і всієї України, у 2002 році. Через пів року був споруджений перший поверх, де було освячено престол на честь святої мучениці Татіани — покровительки усіх, хто вчить і навчається.
Престол верхнього храму освячено на честь святих мучеників Адріана та Наталії, які вважаються покровителями сімейного життя.
При церкві відкрито недільну школу для дітей, заняття в ній відбуваються щонеділі розподілених по групам: 
В суботу:
– 17-15  Історія Церкви для дітей. 
В неділю: 
- 9-15 молодша група (діти з 4 до 6 років), 
- після Причастя середня група (діти з 7 до 12 років), 
– 12-00 старша група (діти з 12 до 14 років).
Також щонеділі після Божественної Літургії проводяться духовні бесіди зі священником, а щоп'ятниці о 19-00 — регулярні бесіди з хрещеними батьками та тими, хто готуються до св. Хрещення.